# Vladimír Kadlec (lední hokejista)
Vladimír Kadlec (* 3. ledna 1962) je bývalý český hokejový obránce.

## Hokejová kariéra
V československé lize hrál za TJ Vítkovice. V roce získal s Vítkovicemi československý mistrovský titul 1981. Reprezentoval Československo na Mistrovství Evropy juniorů v ledním hokeji 1980, kde skončil tým na 2. místě. Dále hrál i za Duklu Trenčín, TJ DS Olomouc, finský IFK Lepplax a HC Havířov.

## Klubové statistiky
| Sezona    | Klub          | Soutěž  | Základní část | Základní část | Základní část | Základní část | Základní část |
| Sezona    | Klub          | Soutěž  | Z             | G             | A             | B             | TM            |
| --------- | ------------- | ------- | ------------- | ------------- | ------------- | ------------- | ------------- |
| 1980/1981 | TJ Vítkovice  | 1. liga | 7             | 0             | 0             | 0             | 8             |
| 1981/1982 | Dukla Trenčín | 1. liga | 10            | 0             | 0             | 0             | -             |
| 1982/1983 | Dukla Trenčín | 2. liga | -             | -             | -             | -             | -             |
| 1983/1984 | TJ Vítkovice  | 1. liga | 26            | 0             | 0             | 0             | 16            |
| 1984/1985 | TJ Vítkovice  | 1. liga | 36            | 1             | 2             | 3             | 12            |
| 1985/1986 | TJ Vítkovice  | 1. liga | 39            | 7             | 9             | 10            | -             |
| 1986/1987 | TJ Vítkovice  | 1. liga | 34            | 2             | 1             | 3             | 19            |
| 1987/1988 | TJ Vítkovice  | 2. liga | -             | 2             | -             | -             | -             |
| 1988/1989 | TJ DS Olomouc | 2. liga | -             | 7             | -             | -             | -             |
| 1989/1990 | TJ DS Olomouc | 2. liga | 40            | 5             | 13            | 18            | -             |
| 1995/1996 | HC Havířov    | 2. liga | 34            | 2             | 4             | 6             | -             |